# Fernan Padron
Fernan Padron fue un trovador gallego del siglo XIII, autor de composiciones de la lírica gallego-portuguesa. Es mencionado en el libro Los Trovadores de Víctor Balaguer.

## Biografía
No se conservan datos biográficos sobre su persona. Por el nombre, los investigadores deducen que proviene de Padrón, localidad en la que había un linaje de caballeros denominados así. Entre 1164 y 1178 aparece un Fernan Pais Padron en los documentos del monasterio de Tojosoutos, así como en una escritura donde aparecen nobles relacionados con la primera generación de la lírica gallego-portuguesa. Sin embargo, por la zona que ocupa su obra en los cancioneros, pertenece a la primera mitad del siglo XIII, por lo que podría ser hijo o nieto del mencioando Fernan Pais Padron.

## Obra
Se conservan 3 cantigas de amor recopiladas en el Cancionero de la Biblioteca Vaticana, el Cancionero de la Biblioteca Nacional de Lisboa y Cancionero de Ajuda. En las cantigas ‘Nulh'home nom pode saber’ y ‘Os meus olhos, que mia senhor’ utiliza los ojos como pretexto para expresar su amor y el sufrimiento que padece por el mismo.